# Magna International

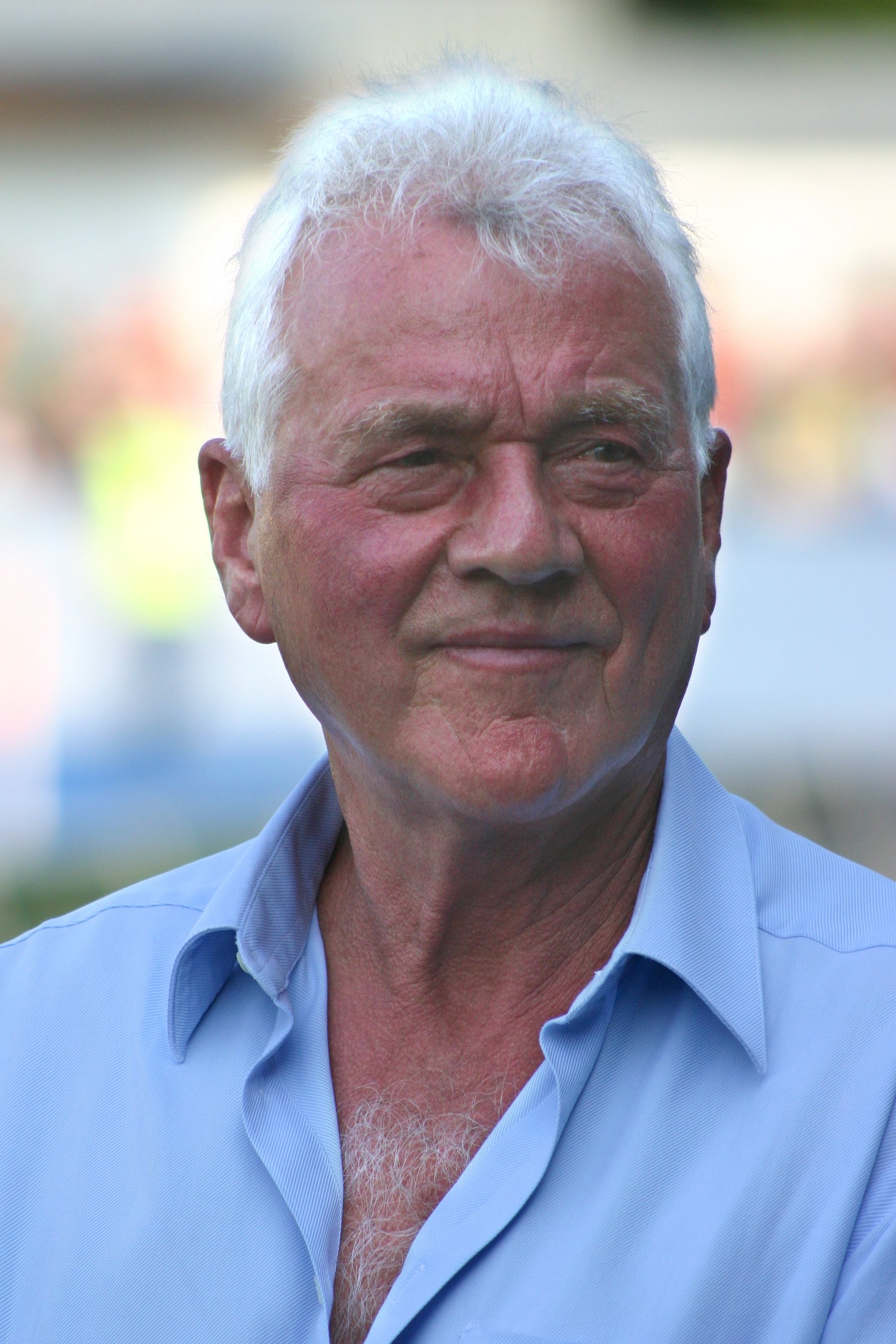
Le fondateur de Magna, Frank Stronach.

Magna International est une entreprise canadienne spécialisée dans l'équipement automobile dans les motopropulseurs et sous-traitant pour de nombreux constructeurs. Son siège est situé à Aurora, dans la banlieue nord de Toronto, en Ontario. En 2019, elle compte 165 000 employés, et est présente dans 26 pays.

## Histoire
Le 30 mai 2009, l'État allemand autorisait la cession d'Opel au constructeur canadien Magna, alors que Fiat était pressenti pour le rachat. Après quelques mois d'incertitudes et de remous politiques, General Motors avait donné des signes, le 11 septembre 2009, d'une cession de sa filiale allemande Opel à Magna et à un groupe d'investisseurs russes. Magna s'était engagé à investir 500 millions d'euros dans les opérations, alors que le gouvernement allemand s'est engagé à financer le plan de redressement en offrant des prêts pouvant atteindre 4,5 milliards d'euros . Finalement, le rachat ne se fera pas, GM se rétractant à la dernière minute.
En avril 2015, Magna vend ses activités d'aménagement intérieur de véhicules, dans le but de se spécialiser, à l'espagnol Grupo Antolin pour 425 millions de dollars. Ses activités regroupent 12 000 employés dans 36 sites,.
En juillet 2015, Magna acquiert l'équipementier allemand Getrag, spécialisé dans les systèmes de transmissions et qui possède 13 500 employés, pour 1,75 milliard d'euros.
En juin 2018, Magna acquiert Olsa, un fabricant italien de phare pour voiture, pour 230 millions d'euros.
En juillet 2021, Magna annonce l'acquisition de Veoneer, une entreprise spécialisée dans l'électronique d'aide à la conduite, pour 3,8 milliards de dollars.

## Activités

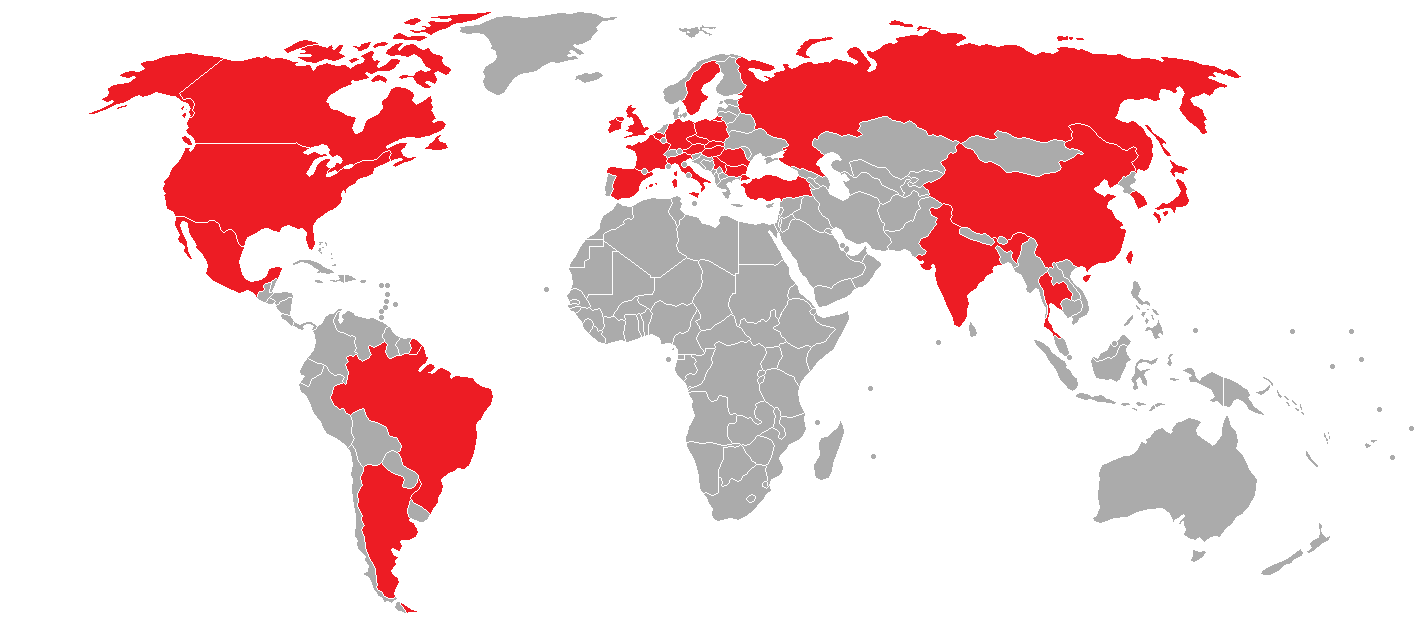
Sites de production de Magna International dans le monde en 2016.

Magna est l'un des leaders de la sous-traitance mondiale automobile de 1er rang. Il fournit ainsi ses clients en composants et pièces détachées, et suit les constructeurs dans leurs projets industriels : 
Magna International a ainsi ouvert une usine à Kalouga à côté de celle construite par son client Volkswagen AG. Kalouga (au sud de Moscou) une usine de fabrication de pièces pour les plates-formes russes de Volkswagen, Skoda, Renault et PSA Peugeot Citroën. Selon le service de presse de Magna, l'usine de Kalouga produira des pare-chocs, enjoliveurs et grilles de radiateur.

## Principaux actionnaires
Au 18 mars 2020:
| Capital Research & Management        | 16,7% |
| Royal Bank of Canada                 | 12,3% |
| NWQ Investment Management            | 10,1% |
| Magna International (plan d'épargne) | 6,76% |
| T. Rowe Price Associates -IM-        | 6,20% |
| Beutel, Goodman & Co                 | 4,27% |
| BlackRock Asset Management Canada    | 3,10% |
| Capital Research & Management -GI-   | 2,74% |
| The Vanguard Group,                  | 2,64% |
| Arrowstreet Capital                  | 2,56% |